# Kingisepp
Kingisepp (rus. Кингисепп), bivši Jamburg (ruski: Ямбург) i Jama, je ruski grad u Lenjingradskoj oblasti. Nalazi se na 59°21′N 28°39′E / 59.350°N 28.650°E ,duž obala rijeke Luge, 137 km zapadno od Petrograda, 20 km istočno od Narve i 49 km južno od Finskog zaljeva
Broj stanovnika: 50.300 (2003.).
Grad se prvi put spominje 1384., kada su Novgorođani sagradili ondje tvrđavu u svrhu poboljšanja obrane od Šveda. Nazivali su ju Jama ili Jamski Gorodok, prema finskom plemenu koje je ondje živilo.
Tvrđava je izdržala opsade teutonskih viteza 1395. i 1444. – 1448. godine. 
Svršetkom livonskog rata, predana je Švedskoj, da bi ju opet vratili 12 godina kasnije, 1595.
Prema Stolbovskom miru iz 1617., opet je dopala Šveđanima, koji su ju preimenovali u Jamburg i razorili njena utvrđenja 1682. godine.
Carska Rusija 1703. zauzima grad za vrijeme Velikog sjevernog rata.
Pet godina kasnije, Petar Veliki je dao grad Aleksandru Menšikovu, kao ižorskom knezu. 
Švedski oblik imena grada se zadržao do 1922., kada su ga boljševici promijenili ime grada, davši mu ime estonskog komunističkog vođe Kingiseppa.
Ne miješati ovaj grad s estonskim gradom Kuressaareom, bivšom Kingissepom (nom. Kingissepa). 